# Spelare i Damallsvenskan 2006
Fotbollsspelare som deltog aktivt i Damallsvenskan 2006.

## Bälinge IF
MV = Målvakt, F = Försvarare, MF = Mittfältare, A = Anfallare
| Nr | Land    | Pos | Namn               |
| -- | ------- | --- | ------------------ |
|    | Sverige | MV  | Maja Åström        |
|    | Sverige | MV  | Christina Lundholm |
|    | Sverige | F   | Linda Sembrant     |
|    | Sverige | F   | Linn Fors          |
|    | Sverige | F   | Lina Andersson     |
|    | Sverige | F   | Karolina Mats      |
|    | Sverige | F   | Malin Ericsson     |
|    | Sverige | F   | Nera Smajić        |
|    | USA     | F   | Fanta Cooper       |
|    | Sverige | F   | Anna Bergendahl    |

| Nr | Land    | Pos | Namn              |
| -- | ------- | --- | ----------------- |
|    | Sverige | MF  | Mikaela Björklund |
|    |         | MF  | Mona Najib        |
|    |         | MF  | Heidi Matinlassi  |
|    |         | MF  | Julianne Sitch    |
|    | USA     | MF  | Kacey White       |
|    | Sverige | MF  | Mida Berglöf      |
|    | Sverige | MF  | Maria Thuré       |
|    | Sverige | A   | Madelene Hagberg  |
|    | Sverige | A   | Emma Lindkvist    |
|    |         | A   | Minna Mustonen    |

## Djurgårdens IF
MV = Målvakt, F = Försvarare, MF = Mittfältare, A = Anfallare
| Nr | Land    | Pos | Namn               |
| -- | ------- | --- | ------------------ |
|    | Norge   | M   | Bente Nordby       |
|    | Sverige | M   | Pernilla Eberyd    |
|    | Sverige | F   | Malin Engdahl      |
|    | Sverige | F   | Jane Törnqvist     |
|    | Sverige | F   | Linda Lekander     |
|    | Sverige | F   | Kristin Bengtsson  |
|    | Sverige | F   | Therese Brogårde   |
|    | Sverige | MF  | Elin Ekblom        |
|    | Danmark | MF  | Katrine Pedersen   |
|    | Danmark | MF  | Dorte Dalum Jensen |

| Nr | Land    | Pos | Namn                       |
| -- | ------- | --- | -------------------------- |
|    | Sverige | MF  | Linda Fagerström           |
|    | Sverige | MF  | Anna Hall                  |
|    | Sverige | MF  | Jenny Dannberg             |
|    | Sverige | MF  | Ann-Marie Norlin           |
|    | Sverige | A   | Sara Thunebro              |
|    | Sverige | A   | Mimmi Nordlander-Andersson |
|    | Sverige | A   | Sofia Simonsson            |
|    | Sverige | A   | Victoria Svensson          |
|    | Finland | A   | Laura Kalmari              |

## Hammarby IF
Referens:
MV = Målvakt, F = Försvarare, MF = Mittfältare, A = Anfallare
| Nr | Land    | Pos | Namn                |
| -- | ------- | --- | ------------------- |
| 1  |         | MV  | Camilla Halonen     |
| 21 | Sverige | MV  | Katarina Wicksell   |
| 2  | Sverige | F   | Sara Andersson      |
| 4  |         | F   | Josefin Christensen |
| 3  | Sverige | F   | Therese Dahlberg    |
| 18 | USA     | F   | Caitlin Fischer     |
| 7  | Sverige | F   | Karolina Rinman     |
| 20 | Sverige | F   | Annica Svensson     |
| 5  | Sverige | F   | Elin Sölveskog      |
| 11 | Belgien | MF  | Marijke Callebaut   |

| Nr | Land    | Pos | Namn              |
| -- | ------- | --- | ----------------- |
| 10 | Sverige | MF  | Louise Fors       |
| 14 | Sverige | MF  | Elin Härén        |
| 6  | Sverige | MF  | Jennie Jonsson    |
| 16 | Sverige | MF  | Eleonor Lundgren  |
| 8  | Sverige | MF  | Emma Lundh        |
| 12 | Sverige | MF  | Therese Sandström |
| 15 | Sverige | A   | Lisa Björkvik     |
| 17 | Sverige | A   | Linda Forsberg    |
| 13 | Sverige | A   | Sara Johansson    |
| 9  | Sverige | A   | Jessica Landström |

## Jitex BK
MV = Målvakt, F = Försvarare, MF = Mittfältare, A = Anfallare
| Nr | Land    | Pos | Namn               |
| -- | ------- | --- | ------------------ |
|    | Sverige | MV  | Agnes Danielsson   |
|    | USA     | MV  | Kristin Luckenbill |
| 19 | Sverige | F   | Caroline Lindblad  |
|    | Sverige | F   | Jenny Ringqvist    |
|    | Sverige | F   | Linda Fyhr         |
|    | Sverige | F   | Amelie Rybeck      |
| 4  | Sverige | F   | Sophia Lindorsson  |
|    | Sverige | F   | Emma Herbring      |
| 3  | Sverige | MF  | Malin Normelli     |
|    | Sverige | MF  | Jennie Svensson    |
| 20 | Sverige | MF  | Lena Svensson      |

| Nr | Land       | Pos | Namn               |
| -- | ---------- | --- | ------------------ |
| 28 | Sverige    | MF  | Sigrid Olsson      |
| 13 | Sverige    | MF  | Kajsa Tornfalk     |
| 8  | Sverige    | MF  | Sofia Skog         |
|    | Sverige    | MF  | Therese Björk      |
|    | Kanada     | MF  | Leah Robinson      |
|    | Australien | MF  | Stacy Stocco       |
|    | USA        | A   | Katie Eriksson     |
|    | Sverige    | A   | Lisa Christensson  |
| 12 | Sverige    | A   | Therese Bjurenlind |
| 16 | Sverige    | A   | Therese Andersson  |

Källor:

## KIF Örebro DFF
MV = Målvakt, F = Försvarare, MF = Mittfältare, A = Anfallare
| Nr | Land    | Pos | Namn                |
| -- | ------- | --- | ------------------- |
|    | Sverige | MV  | Kristin Hammarström |
|    | Sverige | MV  | My Axelsson         |
|    | Sverige | MV  | Elin Harrysson      |
|    | Sverige | F   | Ingrid Ericson      |
|    | Sverige | F   | Stina Segerström    |
|    | Sverige | F   | Malin Nilsson       |
|    | Sverige | F   | Caroline Näfver     |
|    | Sverige | F   | Sandra Linder       |
|    | Sverige | F   | Sandra Persson      |

| Nr | Land    | Pos | Namn              |
| -- | ------- | --- | ----------------- |
|    | USA     | F   | Corinne Briers    |
|    | Sverige | MF  | Stina Björkström  |
|    | Sverige | MF  | Lena Andersson    |
|    | Sverige | MF  | Marie Hammarström |
|    |         | MF  | Hodan Siid-Ahmed  |
|    | Sverige | MF  | Elin Magnusson    |
|    | Sverige | MF  | Marina Pettersson |
|    | Sverige | A   | Louise Östman     |
|    | Sverige | A   | Emelia Erixon     |

## Kopparbergs/Göteborg FC
MV = Målvakt, F = Försvarare, MF = Mittfältare, A = Anfallare
| Nr | Land    | Pos | Namn            |
| -- | ------- | --- | --------------- |
|    | Sverige | MV  | Maria Edman     |
|    | Sverige | MV  | Bodil Sjans     |
|    | Sverige | F   | Frida Höglund   |
|    | Sverige | F   | Maria Nilsson   |
|    | Sverige | F   | Sofia Dammström |
|    | Sverige | F   | Camilla Schelin |
|    | Sverige | MF  | Frida Thydén    |
|    | Sverige | MF  | Lisa Ek         |
|    | Sverige | MF  | Maria Karlsson  |
|    | Sverige | MF  | Jessica Julin   |

| Nr | Land    | Pos | Namn              |
| -- | ------- | --- | ----------------- |
|    | Sverige | MF  | Sofia Palmqvist   |
|    | Sverige | MF  | Johanna Almgren   |
|    | Sverige | MF  | Hanna Wadefalk    |
|    | Sverige | A   | Lotta Schelin     |
|    | Sverige | A   | Sofie Andersson   |
|    | Sverige | A   | Salina Olsson     |
|    | Sverige | A   | Sara Lindén       |
|    | Sverige | A   | My Hjelm          |
|    | Sverige | A   | Rebecca Ljungdahl |
|    | Sverige | A   | Marlene Sjöberg   |

## Linköpings FC
Referens:
MV = Målvakt, F = Försvarare, MF = Mittfältare, A = Anfallare
| Nr | Land    | Pos | Namn                  |
| -- | ------- | --- | --------------------- |
| 1  | Sverige | M   | Hedvig Lindahl        |
| 2  | Sverige | M   | Camilla Johansson     |
| 3  | Sverige | F   | Maria Lindström       |
| 4  | Sverige | F   | Sara Larsson          |
| 5  | Sverige | F   | Eva Skärby            |
| 7  | Sverige | F   | Charlotte Rohlin      |
| 17 | Sverige | F   | Marie-Louise Skålberg |
| 21 | Sverige | F   | Emma Claesson         |
| 20 | Sverige | MF  | Caroline Seger        |
| 6  | Sverige | MF  | Maria Karlsson        |

| Nr | Land    | Pos | Namn                |
| -- | ------- | --- | ------------------- |
| 14 | Finland | MF  | Anna-Kaisa Rantanen |
| 8  | Sverige | MF  | Lotta Runesson      |
| 9  | Sverige | MF  | Frida Östberg       |
| 11 | Sverige | MF  | Ann Westermark      |
| 12 | Sverige | MF  | Petra Larsson       |
| 15 | Sverige | MF  | Frida Carlswärd     |
| 10 | Sverige | A   | Josefine Öqvist     |
| 16 | Sverige | A   | Maria Aronsson      |
|    | Sverige | A   | Sandra Landberg     |

## Mallbackens IF
MV = Målvakt, F = Försvarare, MF = Mittfältare, A = Anfallare
| Nr | Land    | Pos | Namn                    |
| -- | ------- | --- | ----------------------- |
|    | Sverige | MV  | Carola Söberg           |
|    | Sverige | MV  | Sandra Bjurteg          |
|    | Sverige | F   | Kathlene Fernström      |
|    | Sverige | F   | Kristin Ek              |
|    | Sverige | F   | Therese Stolpe          |
|    | Sverige | F   | Helena Nilsson          |
|    | Sverige | F   | Louise Jonasson         |
|    | Sverige | F   | Cornelia Börjesson      |
|    | Island  | MF  | Erla Steina Arnardóttir |

| Nr | Land    | Pos | Namn                |
| -- | ------- | --- | ------------------- |
|    | Sverige | MF  | Linda Nöjd          |
|    | Sverige | MF  | Therese Persson     |
|    | Sverige | MF  | Emma Asp            |
|    | Sverige | MF  | Sandra Andersson    |
|    | Sverige | MF  | Frida Broström      |
|    | Sverige | MF  | Birgitta Stiernberg |
|    | Sverige | A   | Maja Johansson      |
|    | Sverige | A   | Jenny Monsén        |
|    | Sverige | A   | Jenny Rådström      |

## Malmö FF
MV = Målvakt, F = Försvarare, MF = Mittfältare, A = Anfallare
| Nr | Land    | Pos | Namn               |
| -- | ------- | --- | ------------------ |
|    | Sverige | M   | Jenny Olsson       |
|    | Sverige | M   | Caroline Jönsson   |
|    | Sverige | F   | Emma Wilhelmsson   |
|    | Sverige | F   | Jenny Engwall      |
|    | Sverige | F   | Malin Levenstad    |
|    | Sverige | F   | Therese Jönsson    |
|    | Island  | F   | Dóra Stefánsdóttir |
|    | Sverige | F   | Lina Rehov         |
|    | Sverige | F   | Johanna Rosén      |
|    | Sverige | MF  | Therese Sjögran    |
|    | Sverige | MF  | Nilla Fischer      |
|    | Sverige | MF  | Frida Nordin       |

| Nr | Land    | Pos | Namn                  |
| -- | ------- | --- | --------------------- |
|    | Sverige | MF  | Emma Stålhammar       |
|    | Sverige | MF  | Vlora Bajraktaraj     |
|    | Sverige | MF  | Lina Nilsson          |
|    | Danmark | MF  | Nanna Johansen        |
|    | Sverige | MF  | Emelie Ölander        |
|    | Sverige | A   | Therese Lundin        |
|    | Island  | A   | Ásthildur Helgadóttir |
|    | Sverige | A   | Mia Westerblad        |
|    | Sverige | A   | Anna Mörstam          |
|    | Sverige | A   | Linda Blom            |

## Umeå IK
MV = Målvakt, F = Försvarare, MF = Mittfältare, A = Anfallare
| Nr | Land      | Pos | Namn              |
| -- | --------- | --- | ----------------- |
|    | Sverige   | MV  | Sofia Lundgren    |
|    | Sverige   | MV  | Johanna Baecklund |
|    | Sverige   | F   | Maria Bergkvist   |
|    | Sverige   | F   | Anna Paulsson     |
|    | Finland   | F   | Sanna Valkonen    |
|    | Sverige   | F   | Karolina Westberg |
|    | Sverige   | F   | Johanna Frisk     |
|    | Sverige   | F   | Emma Berglund     |
|    | Finland   | MF  | Anne Mäkinen      |
|    | Brasilien | MF  | Elaine E Moura    |

| Nr | Land      | Pos | Namn              |
| -- | --------- | --- | ----------------- |
|    | Sverige   | MF  | Lisa Dahlqvist    |
|    | Sverige   | MF  | Malin Moström     |
|    | Brasilien | A   | Marta             |
|    | Norge     | A   | June Pedersen     |
|    | Sverige   | A   | Erika Karlsson    |
|    | Sverige   | A   | Hanna Ljungberg   |
|    | Sverige   | A   | Johanna Andersson |
|    | Sverige   | A   | Anna Sjöström     |
|    | Norge     | A   | Lise Klaveness    |

## QBIK
MV = Målvakt, F = Försvarare, MF = Mittfältare, A = Anfallare
| Nr | Land    | Pos | Namn                 |
| -- | ------- | --- | -------------------- |
|    | Sverige | MV  | Maria Busk           |
|    | Sverige | MV  | Marie Halvarsson     |
|    | Sverige | F   | Charlotte Nygren     |
|    | Sverige | F   | Ann-Sofie Halvarsson |
|    | Nigeria | F   | Faith Ikidi          |
|    | Nigeria | F   | Yinka Kudaisi        |
|    | Sverige | MF  | Stina Jernstedt      |
|    | Sverige | MF  | Elin Sandgren        |

| Nr | Land     | Pos | Namn              |
| -- | -------- | --- | ----------------- |
|    | Sverige  | MF  | Jenny Hallstenson |
|    | Sverige  | MF  | Lovisa Ericsson   |
|    | Sverige  | MF  | Linda Gull        |
|    | Sverige  | A   | Anna Nilsson      |
|    | Nigeria  | A   | Maureen Mmadu     |
|    | Sverige  | A   | Rebecca Jonsson   |
|    | Tyskland | A   | Jennifer Meier    |